# 旧植松家住宅
旧植松家住宅（きゅううえまつけじゅうたく）は、静岡県裾野市千福の裾野市中央公園内にある古民家。国の重要文化財に指定されている。植松家は建久4年（1193年）に尾張国津島より当地に移住し、江戸時代には当地の名主を務めた。1971年（昭和46年）には文化庁の古民家緊急調査対象となり、1973年（昭和48年）6月2日に国の重要文化財に指定され、翌1974年（昭和49年）に裾野市中央公園に移築された。

## 構造
寄棟造りで正面から北側にかけて土庇が巡っており、東を正面とし、土間、広間、座敷、納戸の3間取りで構成されている。桁行16.059メートル、梁間北面7.878メートル、南面8.787メートル。

## 歴史

### 建築年代
建物は建造年代についての資料はない。形式手法からみて、江戸時代中期（1700年頃）の建築と推測される。

### 建物
1971年（昭和46年）に裾野市石脇328番地にあった植松家住宅が文化庁の古民家緊急調査の対象になり、調査の結果、1973年（昭和48年）6月2日、国の重要文化財に指定された。これを受け、植松家が裾野市にこの建物を寄贈し、元の土地に新宅を建てたため、旧宅を保存するために裾野市中央公園（裾野市千福松ヶ窪）に植松家住宅を移築し、1974年（昭和49年）6月30日移築、修理が完了し、現在に至る。

### 建物の位置の推移
何度か住宅の位置が変わっており、宝永5年（1708年）2月には、住宅は深良用水の東に存在した。延享元年（1744年）と文政3年（1820年）には、深良用水が門前に流れる位置にある。これについては、宝永2年（1705年）6月26日の夜、深良村須釜の新土手が決壊する大水害が起こったおり、浸水被害をうけたものとみられ、次いで、宝永4年11月（1707年）宝永山の噴火の被害をうけたため、環境が安定した頃に、旧建物の用材をもって、移築したものと推察される。　

## 植松家
植松家は富士山南側の愛鷹山の東側に住む農家である。口伝によると、建久4年（1193年）源頼朝が富士の裾野で鷹狩りをした頃、尾張国津島よりこの地に移住し、代々名主を務めたといわれる。

## 施設案内
- 営業時間：8時30分 - 17時（10/1～3/31は16時まで）[9]
- 休園日：年末年始（12/29 - 1/3）[9]
- 入園料：無料
- 駐車場：約50台（バス用駐車場あり）※閉園時間中は施錠[9]
- 団体利用：利用申請書を提出する必要あり[1]

## 画像

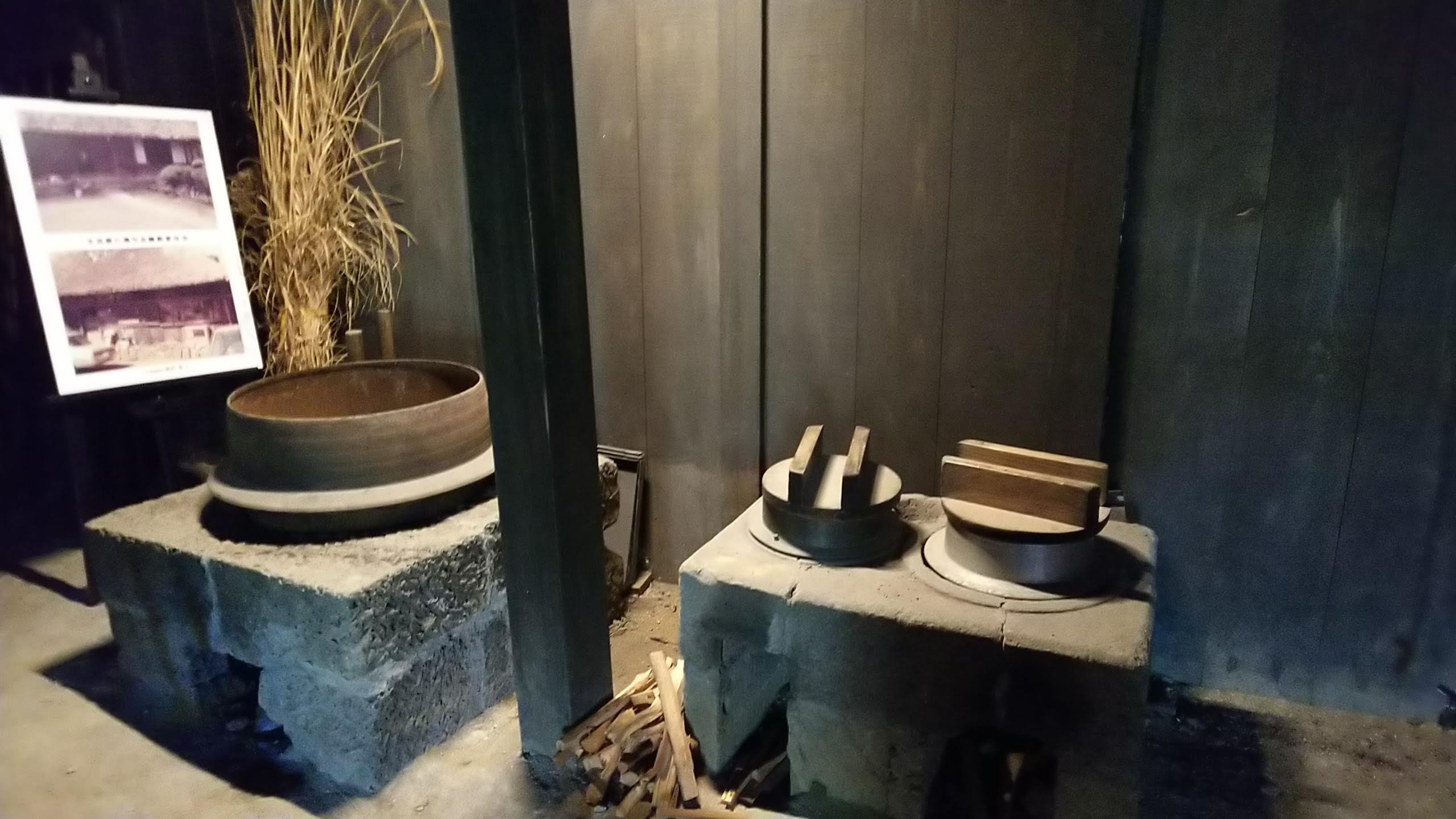
旧植松家住宅内の炊事場
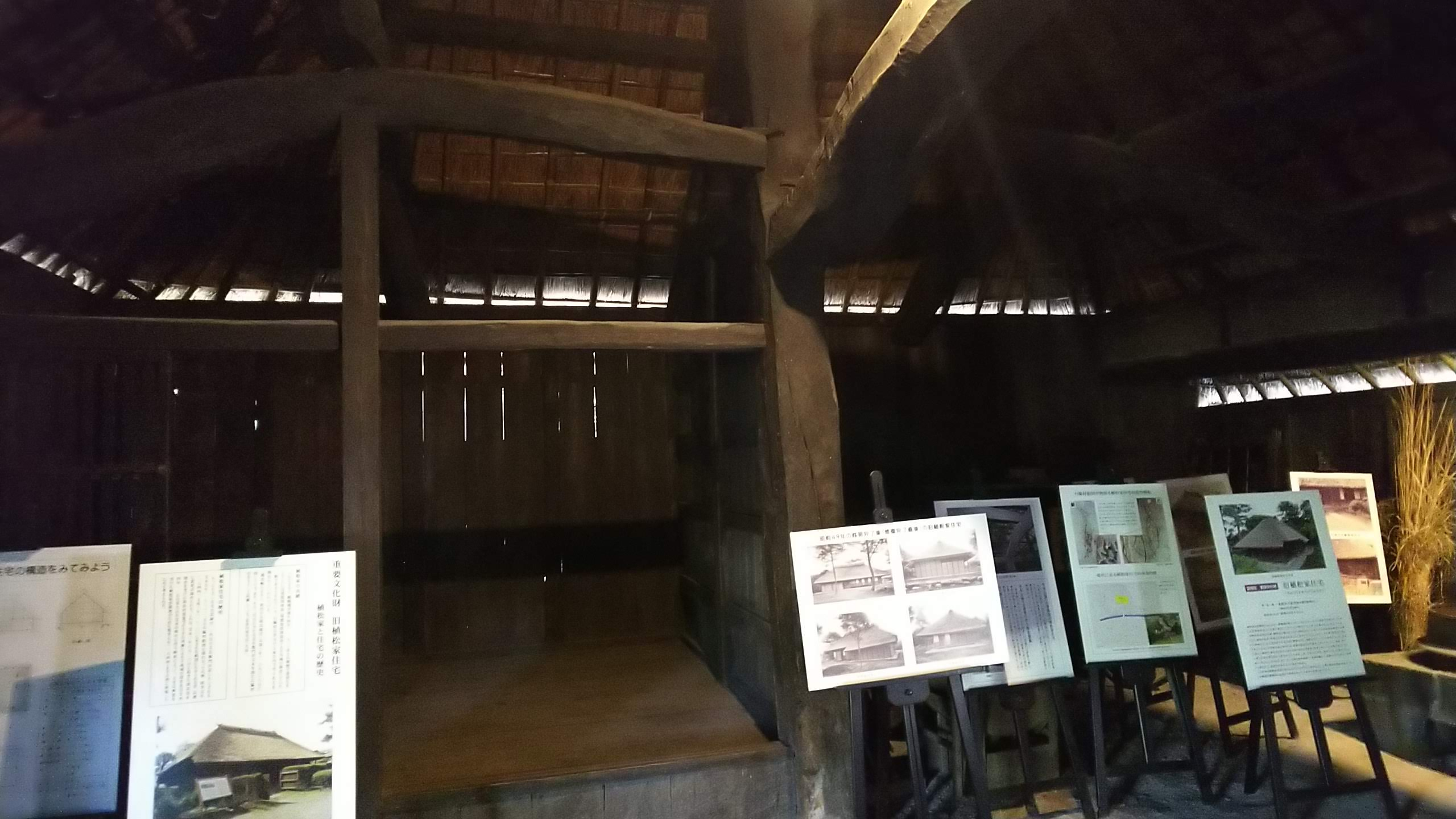
旧植松家住宅内部
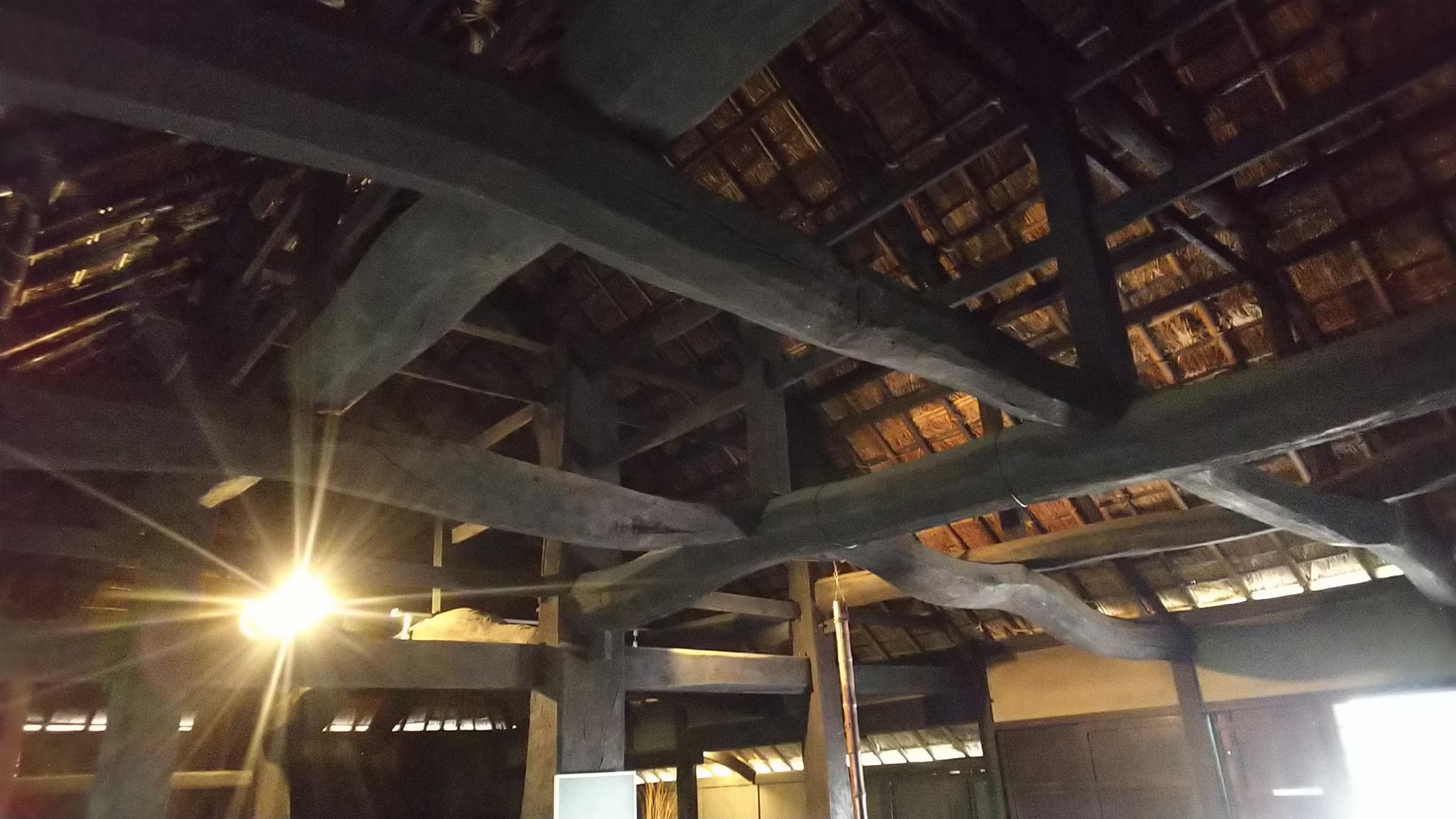
旧植松家住宅内部の天井梁
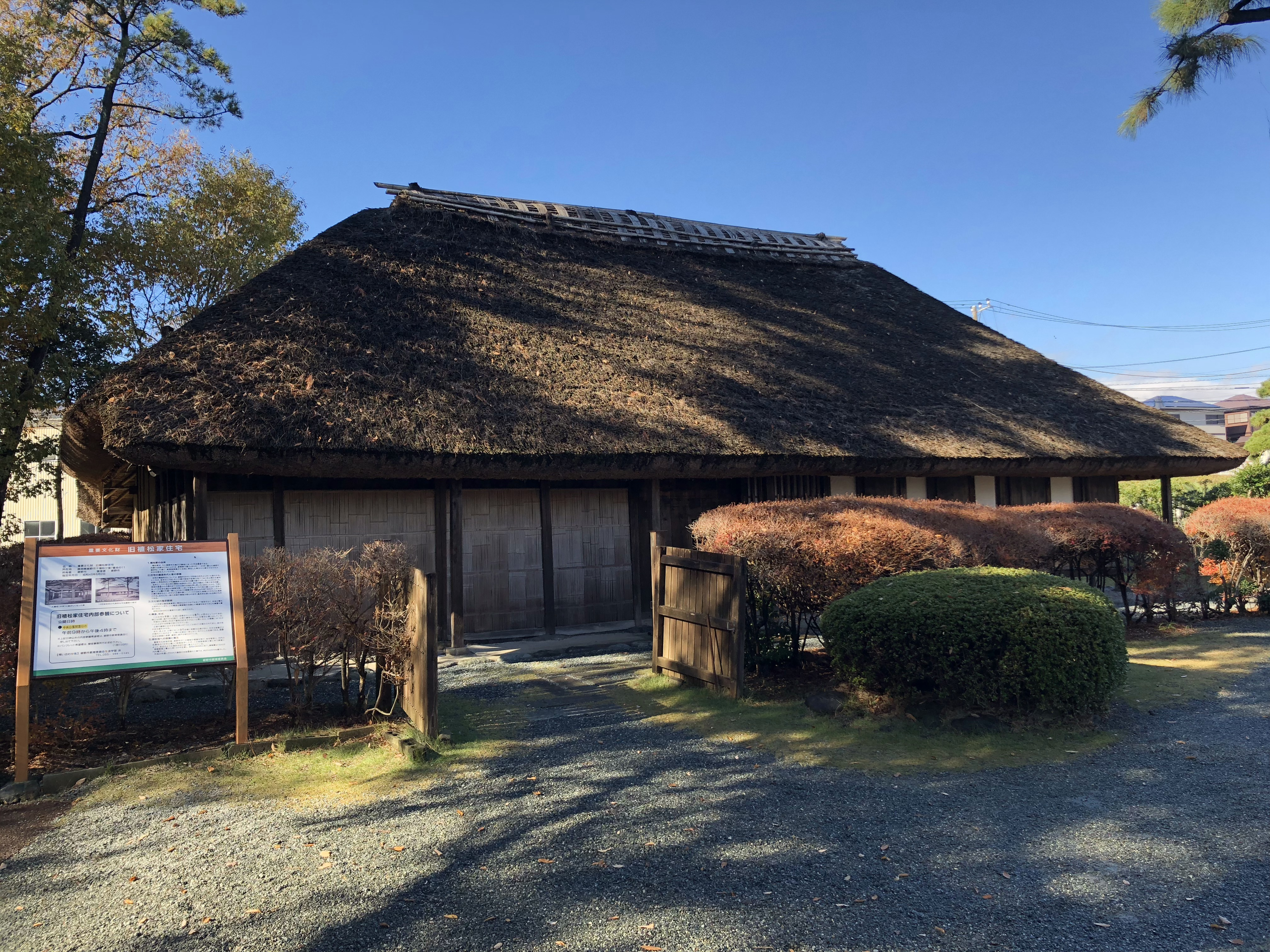
2018年当時の外観

## 交通アクセス
- JR御殿場線裾野駅から徒歩26分（2 km）[10]
- 東名高速道路裾野インターチェンジから車で約10分（車で国道246号裾野バイパス千福南交差点を曲がりすぐ）[10]
- すそのーる富岡・深良循環「中央公園前」下車すぐ[10]